# اريك شنايدر
اريك شنايدر هو لاعب هوكي الجليد كندي، ولد في 15 سبتمبر 1977 في كالغاري في كندا.

## وصلات خارجية
- اريك شنايدر على موقع دوري الهوكي الوطني (الإنجليزية)
- اريك شنايدر على موقع EliteProspects.com (الإنجليزية)
- اريك شنايدر على موقع HockeyDB.com (الإنجليزية)